# يلة قارشو (ميانة)
يلة قارشو هي قرية في مقاطعة ميانة، إيران. عدد سكان هذه القرية هو 242 في سنة 2006.